# Championnat de Libye de football 1963-1964
Navigation
Saison suivante
La saison 1963-1964 du Championnat de Libye de football est la toute première édition du championnat de première division libyen. La compétition est en fait une phase finale qui réunit les trois clubs vainqueurs des championnats régionaux (Est, Ouest et Sud). Les clubs affrontent deux fois leurs adversaires, à domicile et à l'extérieur.
C'est le club d'Al Ahly Tripoli, vainqueur du championnat régional Ouest, qui remporte le titre, après avoir battu à deux reprises Al Ahly Benghazi. C'est le premier titre de champion de Libye de l'histoire du club.
Pour des raisons financières, le champion de la région Sud, Al Hilal Sebha, déclare forfait, ce qui réduit le championnat à un duel aller-retour entre Al Ahly Tripoli et Al Ahly Benghazi.

## Les clubs participants
| - Al Hilal Sebha - Champion de la région Sud - forfait - Al Ahly Benghazi - Champion de la région Est - Al Ahly Tripoli - Champion de la région Ouest |

## Compétition
| 23 octobre 1964 | Al Ahly Benghazi | 0 - 1 | Al Ahly Tripoli | Benghazi |  |
|                 |                  |       |                 |          |  |

| 4 décembre 1964 | Al Ahly Tripoli | 1 - 0 | Al Ahly Benghazi | Tripoli |  |
|                 |                 |       |                  |         |  |

## Bilan de la saison
| Championnat de Libye de football 1963-1964 |                             |
| Champion                                   | Al Ahly Tripoli (1er titre) |
| Coupes et trophées                         |                             |
| Vainqueur de la Coupe de Libye 1963-1964   | Non disputée                |
| Qualifications continentales               |                             |
| Coupe d'Afrique des clubs champions 1965   | Aucun                       |
| Promotions et relégations                  |                             |
| Promus en Premier League                   | Aucun                       |
| Relégués en Second Division                | Aucun                       |